# Arouca (voetballer)
Marcos Arouca da Silva (Duas Barras, 11 augustus 1986) – alias Arouca – is een Braziliaans voormalig voetballer die doorgaans speelde als middenvelder. Tussen 2004 en 2022 was hij actief voor Fluminense, São Paulo, Santos, Palmeiras, Atlético Mineiro, Vitória en Figueirense. Arouca maakte in 2012 zijn debuut in het Braziliaans voetbalelftal en kwam uiteindelijk tot vier interlandoptredens.

## Clubcarrière
Arouca werd geboren in Duas Barras en speelde in de jeugdopleiding van Fluminense, waar hij uiteindelijk ook zijn doorbraak beleefde. In 2004 brak hij door in het eerste elftal van de club. Na vier jaar kwam de overstap naar São Paulo. Daar was hij gedurende één seizoen actief en speelde hij 21 wedstrijden. In 2010 werd de middenvelder verhuurd aan Santos en na één seizoen besloot die club hem ook daadwerkelijk over te nemen van São Paulo. Arouca veroverde er een basisplaats op het middenveld. In januari 2015 verkaste hij naar Palmeiras, waar hij voor vier jaar tekende. Palmeiras verhuurde hem in 2018 achtereenvolgens aan Atlético Mineiro en Vitória, waarna hij de club verliet. In januari 2020 zette de middenvelder zijn handtekening onder een contract bij Figueirense. In de zomer van 2022 besloot Arouca op vijfendertigjarige leeftijd een punt te zetten achter zijn actieve loopbaan.

## Interlandcarrière
In 2012 mocht Arouca zijn debuut maken in het Braziliaans voetbalelftal. Op 7 september speelde hij met de Seleção thuis tegen Zuid-Afrika (1–0 overwinning). Van bondscoach Mano Menezes mocht de middenvelder een paar minuten voor tijd invallen voor Neymar. De eerste basisplaats van Arouca was op 22 november van hetzelfde jaar, toen er met 2–1 werd verloren van Argentinië. Twintig minuten voor tijd kwam Jean in de ploeg als vervanger van Arouca.
| Interlands van Arouca voor Brazilië | Interlands van Arouca voor Brazilië | Interlands van Arouca voor Brazilië | Interlands van Arouca voor Brazilië | Interlands van Arouca voor Brazilië | Interlands van Arouca voor Brazilië | Interlands van Arouca voor Brazilië |
| №                                   | Datum                               | Wedstrijd                           | Uitslag                             | Competitie                          | Goals                               |                                     |
| Als speler bij Santos               | Als speler bij Santos               | Als speler bij Santos               | Als speler bij Santos               | Als speler bij Santos               | Als speler bij Santos               | Als speler bij Santos               |
| ----------------------------------- | ----------------------------------- | ----------------------------------- | ----------------------------------- | ----------------------------------- | ----------------------------------- | ----------------------------------- |
| 1                                   | 7 september 2012                    | Brazilië – Zuid-Afrika              | 1 – 0                               | Vriendschappelijk                   |                                     |                                     |
| 2                                   | 11 september 2012                   | Brazilië – China                    | 8 – 0                               | Vriendschappelijk                   |                                     |                                     |
| 3                                   | 6 februari 2012                     | Engeland – Brazilië                 | 2 – 1                               | Vriendschappelijk                   |                                     |                                     |
| 4                                   | 22 november 2012                    | Argentinië – Brazilië               | 2 – 1                               | Vriendschappelijk                   |                                     |                                     |